# Cal Raleigh
Cal Raleigh (Cullowhee, Carolina del Norte, 26 de noviembre de 1996) es un jugador profesional estadounidense de béisbol que se desempeña en la posición de cácher en Seattle Mariners, equipo de las Grandes Ligas de Béisbol (MLB).

## Carrera
Fue seleccionado en la tercera ronda en el Draft de la MLB de 2018. En 2021 hizo su debut profesional con el equipo Seattle Mariners, donde lleva jugando cuatro temporadas.